# Белін (комуна)
Белін (рум. Belin) — комуна у повіті Ковасна в Румунії. До складу комуни входять такі села (дані про населення за 2002 рік):
- Белін (1369 осіб) — адміністративний центр комуни
- Белін-Вале (1274 особи)

Комуна розташована на відстані 171 км на північ від Бухареста, 18 км на північний захід від Сфинту-Георге, 30 км на північ від Брашова.

## Населення
За даними перепису населення 2002 року у комуні проживали 2643 особи.
Національний склад населення комуни:
| Національність            | Кількість осіб | Відсоток |
| ------------------------- | -------------- | -------- |
| угорці                    | 1094           | 41,4%    |
| румуни                    | 1043           | 39,5%    |
| цигани                    | 503            | 19,0%    |
| німці                     | 2              | 0,1%     |
| не вказали національність | 1              | < 0,1%   |

Рідною мовою назвали:
| Мова      | Кількість осіб | Відсоток |
| --------- | -------------- | -------- |
| румунська | 1505           | 56,9%    |
| угорська  | 1099           | 41,6%    |
| циганська | 36             | 1,4%     |
| німецька  | 3              | 0,1%     |

Склад населення комуни за віросповіданням:
| Релігія                                       | Кількість осіб | Відсоток |
| --------------------------------------------- | -------------- | -------- |
| п'ятдесятники                                 | 884            | 33,4%    |
| унітарії                                      | 798            | 30,2%    |
| православні                                   | 524            | 19,8%    |
| реформати                                     | 257            | 9,7%     |
| не релігійні                                  | 34             | 1,3%     |
| римо-католики                                 | 28             | 1,1%     |
| баптисти                                      | 20             | 0,8%     |
| лютерани (Синодально-пресвітеріанська церква) | 6              | 0,2%     |
| лютерани (Аугсбурзького сповідання)           | 5              | 0,2%     |
| бретрени                                      | 1              | < 0,1%   |
| атеїсти                                       | 1              | < 0,1%   |
| не вказали релігію                            | 2              | 0,1%     |